# We Are the Fallen
We Are the Fallen – amerykański zespół muzyczny, wykonujący muzykę z pogranicza gotyckiego metalu oraz metalu symfonicznego, utworzony w 2008 r. z inicjatywy Bena Moody'ego – współzałożyciela formacji Evanescence. W skład zespołu wchodzą: gitarzysta Ben Moody, basista Marty O'Brien, gitarzysta John LeCompt, perkusista Rocky Gray oraz wokalistka Carly Smithson – finalistka siódmego sezonu programu American Idol. Nazwa zespołu jest aluzją do albumu Evanescence Fallen z 2003 r.. Zespół oficjalnie zadebiutował 22 czerwca 2009 r. wraz z wydaniem singla Bury Me Alive oraz uruchomieniem strony internetowej, na której fani mogli zarejestrować swój adres e-mail, aby bezpłatnie pobrać pierwszy singiel. Tylko pierwszych 100 000 rejestrujących zakwalifikowało się do pobrania. Debiutancki album zespołu Tear the World Down ukazał się 11 maja 2010 roku.

## Członkowie zespołu
- Carly Smithson – wokal
- Ben Moody – gitara prowadząca
- John LeCompt – gitara rytmiczna
- Marty O'Brien – gitara basowa
- Rocky Gray – Perkusja

## Dyskografia

### Albumy studyjne
| Rok  | Tytuł                                                                          |
| ---- | ------------------------------------------------------------------------------ |
| 2010 | Tear the World Down - Data: 11 maja 2010 - Wydawca: Universal Republic Records |

### Single
| Rok  | Tytuł               | Album               |
| ---- | ------------------- | ------------------- |
| 2009 | Bury Me Alive       | Tear the World Down |
| 2010 | Tear the World Down | Tear the World Down |